# Вербицкий, Виктор Дмитриевич
Ви́ктор Дми́триевич Верби́цкий (16 мая 1927, с. Месягутово, Башкирская АССР — 18 августа 1995, Верея Московской области) — советский и российский конструктор, изобретатель, специалист в области автомобильного и тракторного машиностроения.

## Биография
Виктор Дмитриевич Вербицкий родился 16 мая 1927 года в селе Месягутово Башкирской АССР.
- С 1941 года — работает слесарем-оружейником.
- 1949 год — окончил Московский автотранспортный техникум.
- 1949 год — 1957 год — автомеханик в системе министерств автомобильного транспорта и строительства.
- С 1957 год — 1980 год — начальник отдела, главный конструктор проектов НИИ технологии автомобильной промышленности (НИИТАП).
- 1960 год — окончил Всесоюзный машиностроительный институт.
- 1966 год — лауреат Ленинской премии (наряду с А. В. Бутузовым, М. Н. Ефимовым, Н. А. Ковалёвым, Н. А. Матвеевым, Б. А. Пепелиным, И. Б. Соколом, К. Л. Раскиным, В. И. Зильбербергом) за участие в создании и внедрении типового автоматического производства деталей машин методом литья по выплавляемым моделям[1][2].
- 1980 год — 1987 год — начальник отдела Минтяжмаш СССР.
- С 1987 года — персональный пенсионер.

Соавтор 25 изобретений в области машиностроения.
Умер 18 августа 1995 года в городе Верея Московской области. Похоронен на Донском кладбище.

## Награды
- Медаль «В ознаменование 100-летия со дня рождения Владимира Ильича Ленина»
- Медаль «За доблестный труд в Великой Отечественной войне 1941—1945 гг.»
- Медаль «Ветеран труда»
- Юбилейная медаль «Тридцать лет Победы в Великой Отечественной войне 1941—1945 гг.»
- Юбилейная медаль «Сорок лет Победы в Великой Отечественной войне 1941—1945 гг.»
- Юбилейная медаль «50 лет Победы в Великой Отечественной войне 1941—1945 гг.»
- Ленинская премия (1966)
- Золотая медаль ВДНХ (1958)
- Серебряная медаль ВДНХ (1964)
- Две бронзовые медали ВДНХ (1975, 1979)

## Семья
- Отец — Вербицкий Дмитрий Ефимович (1900—1966) — участник Гражданской (комбриг) и Великой Отечественной войн
- Мать — Вербицкая (Вронская) Маргарита Евсеевна (1903—1937)
- Супруга — Вербицкая (Крайнева) Валентина Ивановна (1933—2013) — инженер
  - Сын — Вербицкий Дмитрий Викторович (р. 19.11.1966) — юрист, доктор философии (Рн. D.) по международному авторскому праву (1998), преподаватель Школы международного права Университета Калифорнии
  - Дочь — Вербицкая (Румянцева) Елена Викторовна